# Sa Sơn
Sa Sơn là một xã thuộc huyện Sa Thầy, tỉnh Kon Tum, Việt Nam.
Xã Sa Sơn có diện tích 66,38 km², dân số năm 2019 là 2.218 người, mật độ dân số đạt 33 người/km².